# Comuna Grojdibodu, Olt
Grojdibodu este o comună în județul Olt, Oltenia, România, formată din satele Grojdibodu (reședința) și Hotaru.
În perimetrul comunei s-a amenajat cel mai mare parc solar din țară, cu o capacitate de 9,93 MW.

## Demografie
Componența etnică a comunei Grojdibodu
     Români (93,47%)
     Alte etnii (0,67%)
     Necunoscută (5,86%)
Componența confesională a comunei Grojdibodu
     Ortodocși (93,68%)
     Alte religii (0,13%)
     Necunoscută (6,19%)
Conform recensământului efectuat în 2021, populația comunei Grojdibodu se ridică la 2.373 de locuitori, în scădere față de recensământul anterior din 2011, când fuseseră înregistrați 2.857 de locuitori. Majoritatea locuitorilor sunt români (93,47%), iar pentru 5,86% nu se cunoaște apartenența etnică. Din punct de vedere confesional, majoritatea locuitorilor sunt ortodocși (93,68%), iar pentru 6,19% nu se cunoaște apartenența confesională.

## Politică și administrație
Comuna Grojdibodu este administrată de un primar și un consiliu local compus din 11 consilieri. Primarul, Adrian-Viorel Căpriță[*], de la Partidul Social Democrat, este în funcție din 2016. Începând cu alegerile locale din 2024, consiliul local are următoarea componență pe partide politice:
|  | Partid                    | Consilieri | Componența Consiliului | Componența Consiliului | Componența Consiliului | Componența Consiliului | Componența Consiliului | Componența Consiliului | Componența Consiliului | Componența Consiliului |
|  | ------------------------- | ---------- | ---------------------- | ---------------------- | ---------------------- | ---------------------- | ---------------------- | ---------------------- | ---------------------- | ---------------------- |
|  | Partidul Social Democrat  | 8          |                        |                        |                        |                        |                        |                        |                        |                        |
|  | Partidul Național Liberal | 2          |                        |                        |                        |                        |                        |                        |                        |                        |
|  | Vasile Minuș              | 1          |                        |                        |                        |                        |                        |                        |                        |                        |

## Personalități
- Vintilă Nicu (n. 1946), scriitor român, profesor universitar doctor, avocat, deputat în Parlamentul României [1992-1996].